# Флуидински мотор
Флуидински мотор је варијанта Стирлинговог мотора алфа или гама конфигурације са једним или више текућих (течних) клипова. Садржи радни гас, један или више текућих клипова и клип-помјерач гаса (текући или стандардни). За зидове цилиндра служе цијеви у којима се налази вода и ваздух.
Рад који производи водени клип се обично користи за погон пумпе. Пумпа је ван самог мотора и има два вентила за воду, улазни и излазни. Један крај пумпе је отворен, па су радни притисци флуидинског мотора близу атмосферског притиска.

## Предности и мане
Предност мотора је одсуство дијелова који се хабају јер у основној верзији нема класичних клипова и цилиндара, и лака израда. Недостаци су низак степен искориштења, и отежано кориштење осим за пумпање воде.

## Рад мотора
Рад једне верзије флуидинског мотора приказане на слици десно је сљедећи. При загријавању гаса у комори, исти се шири и потискује надоље воду у У-цијеви. То кретање се подесним механизмом преноси на клип-помјерач гаса, који мијења положај у цилиндру и пребацује врући ваздух на горњу страну цилиндра, гдје се хлади и смањује запремину. То одмах доводи до враћања воде на пријашњи ниво, али и до враћања клипа за помјерање гаса, и он сад пребацује охлађени гас у доњи дио цилиндра. Ту се гас опет загријава, шири, и циклус се понавља.